# Goldschmiede-Zeitung
Goldschmiede-Zeitung (GZ) ist laut ihrem Untertitel „das Magazin für Schmuck und Uhren“ und „offizielles Organ des Landesverbandes Bayern für das Gold- und Silberschmiedehandwerk“. Die monatlich erscheinende Zeitschrift, anfangs auch Goldschmiedezeitschrift und zeitweilig auch Deutsche Goldschmiedezeitung und European Jeweler genannt, beschäftigt sich thematisch mit den Handwerken der Gold- und Silberschmiede, Uhrmacher und Juweliere.
An der Herausgabe des Periodikums, das von 1948 bis 2009 in Stuttgart im Rühle-Diebener Verlag erschien und seit 2012 in Hamburg und Pforzheim bei Untitled-Verlag und Agentur publiziert wird, war anfänglich der Zentralverband für das Juwelier-, Gold- und Silberschmiedehandwerk beteiligt. Dem Blatt lagen verschiedene Beilagen und Supplements bei wie Gold-Report oder Der Ring, die GZ plus und Technik special, Magic moments oder der Munich city guide, ab 2018 auch der Titel Uhren, Juwelen, Schmuck.
Die GZ wird Mitgliedern des Zentralverbands für Uhren, Schmuck und Zeitmesstechnik kostenlos als Fachorgan geliefert.
Vorgängerin des Magazins, in dem auch die Deutsche Goldschmiedezeitung aufgegangen war, war das Nachrichtenblatt für das Goldschmiede-, Juwelier- und Graveur-Handwerk.